# Franklin Zielski
Franklin Jacob Zielski (* 1. März 1941 in Welland, Ontario; † 27. April 2021 in Belleville, Ontario) war ein kanadischer Ruderer.

## Biografie
Franklin Zielski startete bei den Olympischen Sommerspielen 1960 zusammen mit Robert Adams, Clayton Brown und Christopher Leach in der Vierer ohne Steuermann-Regatta. Das Quartett konnte sich jedoch nicht für das Halbfinale qualifizieren und schied im Hoffnungslauf aus.